# Prosopocoilus serricornis serricornis
Prosopocoilus serricornis serricornis es una subespecie de coleóptero de la familia Lucanidae.

## Distribución geográfica
Habita en Madagascar.